# فلورین رادوچویو
فلورین رادوچویو (رومانیایی: Florin Răducioiu؛ زادهٔ ۱۷ مارس ۱۹۷۰) یک بازیکن فوتبال اهل رومانی است که در پست مهاجم بازی می‌کرد.
این بازیکن سابقه بازی در تیم‌های باشگاهی دینامو بخارست، باری، هلاس ورونا، برشا، آ. ث. میلان، اسپانیول، وستهام یونایتد، اشتوتگارت، برشا، موناکو را نیز در کارنامه دارد.
وی همچنین در تیم ملی فوتبال رومانی بازی کرده‌است.